# Chazara
Chazara -   род бабочек из семейства Бархатницы. Диагноз.
Усики с головчатой булавой. В основании передних крыльев вздуты две жилки. Копулятивный аппарат самцов характеризуется вальвами, у которых вершина удлинена и загнута, а на её верхней стороне есть острый вырост. Эдеагус длиннее вальвы.
Палеарктический род, включающий виды, обитающие, в основном, в засушливых и горных районах Азии.

## Систематика
- Chazara bischoffii (Herrich-Schäffer, 1846);
- Chazara briseis (Linnaeus, 1764) 
  - Chazara briseis armena Jachontov, 1911;
  - Chazara briseis fergana (Staudinger, 1886)
  - Chazara briseis hyrcana (Staudinger, 1886)
  - Chazara briseis magna Heyne, [1894];
  - Chazara briseis major (Oberthür, 1876);
  - Chazara briseis meridionalis (Staudinger, 1886)
  - Chazara briseis saga (Fruhstorfer, 1909)
- Chazara egina Staudinger, 1892;
- Chazara eitschbergeri Lukhtanov, 1999;
- Chazara enervata (Alpheraky, 1881);
- Chazara heydenreichi (Lederer, 1853);
  - Chazara heydenreichi hegesander Fruhstorfer, 1910;
  - Chazara heydenreichi nana Rühl, 1895;
- Chazara kaufmanni (Erschoff, 1874); 
  - Chazara kaufmanni obscurior (Staudinger, 1887)
  - Chazara kaufmanni sartha (Staudinger, 1886)
  - Chazara kaufmanni sieversi (Christoph, 1885)
- Chazara persephone (Hübner, 1805); 
  - Chazara persephone pseudoenervata Lukhtanov, 1999; 
  - Chazara persephone transies Zerny, 1932;
- Chazara prieuri (Pierret, 1837)
- Chazara rangontavica Shchetkin, 1981.
- Chazara staudingeri (Bang-Haas, 1882);
  - Chazara staudingeri gultschensis Grum-Grshimailo, 1890
  - Chazara staudingeri tadjika (Grum-Grshimailo, 1890)